# Peel Trident
La Peel Trident era una microcar biposto costruita dalla Peel Engineering Company, casa automobilistica dell'Isola di Man, nata per sostituire la P50. Adottava lo stesso telaio e la stessa meccanica, ma era meglio rifinita, oltre che più grande, per via della forma allargata che le permetteva di portare due persone con discreta comodità. A differenza della P50, non si accedeva da un normale sportello, ma bisognava aprire la cupola in plexiglas.

## Specifiche tecniche
La Trident utilizzava lo stesso motore DKW due tempi da 49 cm³ e 4,5 cv di potenza della P50 e, come quest'ultima, era accreditata di percorrenze di oltre 40 km/l (2,5 l/100 km) e lo stesso cambio meccanico a tre rapporti senza retromarcia. Tuttavia alcuni esemplari, su richiesta dei proprietari, montavano il più potente motore 99 cm³ della Triumph Tina.
Misurava 1,829 m di lunghezza e 1,067 m di larghezza, per un peso a vuoto di 90 kg (31 più della P50).
Nel terzo millennio ricompare in tre versioni, "FUN" (a trazione elettrica), "GAS" (come l'originale), "ECO" (ibrida).